# کره‌های آسمانی

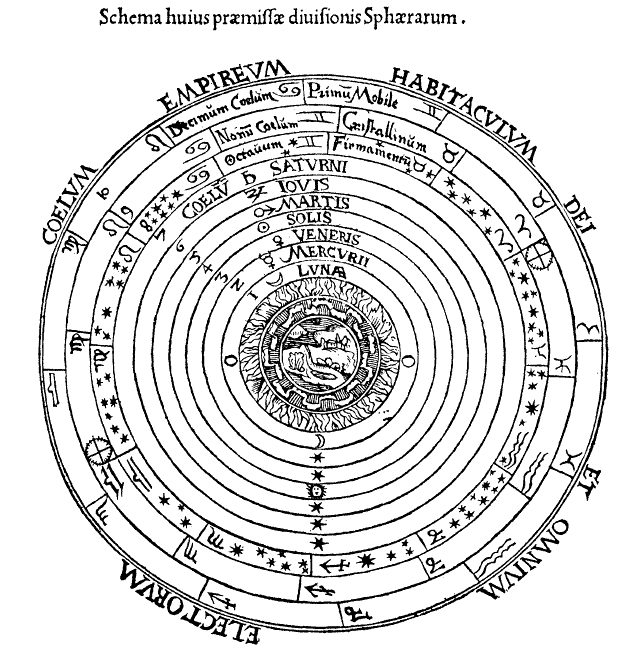
کره‌های آسمانی زمین-مرکز؛ کیهان‌نگاری پیتر اپیان (آنتورپ، ۱۵۳۹)

کره‌های آسمانی یا گوی ‌های آسمانی موجودیت‌های بنیادین مدلهای کیهان‌شناسی هستند که توسط افلاطون، اودوکسوس کنیدوسی، ارسطو، بطلمیوس، کوپرنیک و دیگران ارائه شدند. در این مدلها حرکت ظاهری ستارگان ثابت و سیارات این‌گونه توضیح داده می‌شود که ستارگان و سیارات در درون کره‌های چرخانی تعبیه شده‌اند که از عنصر بنیادی شفاف پنجم به نام اِتِر پر شده‌است. از آنجاییکه در گذشته می‌پنداشتند که فاصله ستارگان نسبت به یکدیگر ثابت است، اینگونه استدلال می‌شد که همه ستارگان باید روی سطح یک کره قرار گرفته باشند.
در تفکر امروزی مدارهای سیارات به عنوان مسیری که این سیارات در فضاهای عمدتاً خالی می‌پیمایند، برداشت می‌شود. اما متفکرین دوران باستان و قرون وسطی چنین می‌پنداشتند که گوی‌های آسمانی، کره‌های ضخیم تو در تو از ماده‌ای نایاب هستند که هر کره با کره بالایی و پایین در تماس کامل است.
دانش‌پژوهان آن زمان برای استفاده از فلک تدویرها، فرض می‌کردند که این کره‌ها به اندازه کافی ضخامت دارند که این فلک تدویرها را در خود جای دهند.
با ترکیب مدل کره‌های تودرتو با مشاهدات نجومی، دانش‌پژوهان مقادیری را برای فاصله تا خورشید (در حدود ۴ میلیون مایل)، سایر سیارات و لبه‌های جهان (در حدود ۷۳ میلیون مایل) محاسبه نمودند که در آن زمان مورد پذیرش عموم قرارگرفت.
فاصله‌های محاسبه شده تا خورشید و سیارات در مدل کره‌های تودرتو به میزان چشمگیری با اندازه‌گیریهای جدید تفاوت دارد،
و همچنین امروزه می‌دانیم که اندازه جهان به میزان تصورناپذیری بزرگ است و حتی ممکن است نامتناهی باشد.